# París-Niza 1971
La París-Niza 1971, fue la edición número 29 de la carrera, que estuvo compuesta de nueve etapas y un prólogo disputados del 10 al 17 de marzo de 1971. Los ciclistas completaron un recorrido de 1.129 km con salida en Dourdan y llegada a Col d'Èze, en Francia. La carrera fue vencida por el belga Eddy Merckx, que fue acompañado en el podio por el sueco Gösta Pettersson y el español Luis Ocaña. 

## Recorrido
El recorrido de 1.128 kilómetros se divide en nueve etapas y un prólogo disputados en 7 días. Hay tres contrarrelojes individuales: el prólogo, el segundo sector de la segunda etapa y el último día con la cronoescalada al Col d'Èze. Se reparten bonificaciones de seis, cuatro y dos segundos para los tres primeros en línea de meta menos en el prólogo que las bonificaciones son de cuatro, tres, dos y un segundo por los cuatro primeros de la etapa.
Los ganadores de las etapas en línea bonifican cinco segundos menos en el prólogo donde también bonifican el segundo, tercero y cuarto con tres, dos y un segundo, respectivamente.

## Participantes
En esta edición de la París-Niza toman parte 98 corredores divididos en 11 equipos:  Molteni,  Bic,  Ferretti, Fagor-Mercier, Flandria-Mars,  Filotex, Peugeot-BP-Michelin, Sonolor-Lejeune, Goudsmit-Hoff, TI-Carlton y Hoover-De Gribaldy. La prueba lo acabaron 70 corredores.

## Desarrollo
La prueba es una tiranía de  Merckx y su equipo. El belga es líder en todas las etapas menos en el segundo sector de la segunda etapa, ya que Eric Leman consigue el primer puesto en la general gracias a las bonificaciones.
 Merckx basa su victoria en su dominio en las contrarreloj, ya que gana las tres que se disputan: el prólogo en la subida de Dourdan, la crono del tercer día a Autun y la cronoescalada en el Col d'Èse. Además, en la  primera etapa provoca un corte de 18 corredores que le sacan 11 '30 "al gran grupo donde hay Raymond Poulidor y Franco Bitossi.
El dominio de  Merckx es tal que prácticamente no hay combatividad en el resto de favoritos. La mayoría de etapas en línea se resuelven en un esprint masivo. Sólo  Vianen y Ronald De Witte ganan tras una fuga en la quinta y sexta etapa. Esta última es la única con alguna incidencia, ya que Luis Ocaña pincha a cuatro kilómetros de meta dejándose quince segundos con el resto de favoritos. El español pierde definitivamente la segunda posición en la general en favor de Gösta Pettersson, ya que no puede recuperar esta diferencia en la contrarreloj final en el Col d'Ese.
El otro gran nombre de la prueba es Eric Leman que se impone en tres etapas.  Leman podría haber ganado alguna etapa más pero su equipo, Flandria-Mars, no toma la salida en la sexta etapa por la muerte de su líder Jean-Pierre Monseré en una carrera en Bélgica.

## Resultados de las etapas
| Etapa                  | Fecha       | Recorrido                         | km       | Ganador         | Líder       |
| ---------------------- | ----------- | --------------------------------- | -------- | --------------- | ----------- |
| Prólogo                | 10 de marzo | Dourdan (CRI)                     | 1,7 km   | Eddy Merckx     | Eddy Merckx |
| 1.ª etapa              | 11 de marzo | Dourdan-Troyes                    | 200 km   | Eric Leman      | Eddy Merckx |
| 2.ª etapa, 1.er sector | 12 de marzo | Chablis-Autun                     | 128 km   | Eric Leman      | Eric Leman  |
| 2.ª etapa, 2.º sector  | 12 de marzo | Autun-Autun (CRI)                 | 4.7 km   | Eddy Merckx     | Eddy Merckx |
| 3.ª etapa              | 13 de marzo | Autun-Saint-Étienne               | 196 km   | Franco Bitossi  | Eddy Merckx |
| 4.ª etapa              | 14 de marzo | Saint-Étienne-Bollène             | 181.5 km | Eric Leman      | Eddy Merckx |
| 5.ª etapa              | 15 de marzo | Bollène-Saint-Rémy-de-Provence    | 139 km   | Gerard Vianen   | Eddy Merckx |
| 6.ª etapa              | 16 de marzo | Saint-Rémy-de-Provence-Draguignan | 186.5 km | Ronald de Witte | Eddy Merckx |
| 7.ª etapa, 1.er sector | 17 de marzo | Draguignan-Niça                   | 108 km   | Raymond Riotte  | Eddy Merckx |
| 7.ª etapa, 2.º sector  | 17 de marzo | Niça-Col d'Èze (CRI)              | 9.5 km   | Eddy Merckx     | Eddy Merckx |

## Etapas

### Prólogo
10-03-1971. Dourdan-Dourdan, 1.7 km. CRI
|   | Ciclista         | Equipo        | Tiempo |
| - | ---------------- | ------------- | ------ |
| 1 | Eddy Merckx      | Molteni       | 2' 49" |
| 2 | Raymond Poulidor | Fagor-Mercier | + 2"   |
| 3 | Luis Ocaña       | Bic           | + 5"   |
| 4 | Franco Bitossi   | Filotex       | + 7"   |
| 5 | Joop Zoetemelk   | Flandria-Mars | m. t.  |

### 1.ª etapa
11-03-1971. Dourdan-Troyes, 200 km.
|   | Ciclista         | Equipo              | Tiempo     |
| - | ---------------- | ------------------- | ---------- |
| 1 | Eric Leman       | Flandria-Mars       | 4h 46' 51" |
| 2 | Eddy Merckx      | Molteni             | m. t.      |
| 3 | Jan Janssen      | Bic                 | m. t.      |
| 4 | Walter Godefroot | Peugeot-BP-Michelin | m. t.      |
| 5 | Charles Rouxel   | Peugeot-BP-Michelin | m. t.      |

### 2.ª etapa,1.ersector
12-03-1971. Chablis-Autun 128 km.
|   | Ciclista             | Equipo          | Tiempo     |
| - | -------------------- | --------------- | ---------- |
| 1 | Eric Leman           | Flandria-Mars   | 3h 27' 49" |
| 2 | Franco Bitossi       | Filotex         | m. t.      |
| 3 | Roger Rosiers        | Bic             | m. t.      |
| 4 | Barry Hoban          | Sonolor-Lejeune | m. t.      |
| 5 | Daniel van Ryckeghem | Sonolor-Lejeune | m. t.      |

### 2.ª etapa, 2.º sector
12-03-1971. Autun-Autun 4.7 km. CRI
|   | Ciclista         | Equipo              | Tiempo |
| - | ---------------- | ------------------- | ------ |
| 1 | Eddy Merckx      | Molteni             | 6' 31" |
| 2 | Luis Ocaña       | Bic                 | + 11"  |
| 3 | Ferdinand Bracke | Peugeot-BP-Michelin | + 12"  |
| 4 | Leif Mortensen   | Bic                 | + 13"  |
| 5 | Gösta Pettersson | Ferretti            | + 14"  |

### 3.ª etapa
13-03-1971. Autun-Saint-Étienne 196 km.
|   | Ciclista             | Equipo          | Tiempo     |
| - | -------------------- | --------------- | ---------- |
| 1 | Franco Bitossi       | Filotex         | 5h 50' 50" |
| 2 | Barry Hoban          | Sonolor-Lejeune | m. t.      |
| 3 | Daniel Van Ryckeghem | Sonolor-Lejeune | m. t.      |
| 4 | Jan Janssen          | Bic             | m. t.      |
| 5 | Roger Rosiers        | Bic             | m. t.      |

### 4.ª etapa
14-03-1971. Saint-Étienne-Bollène, 181.5 km.
|   | Ciclista             | Equipo          | Tiempo     |
| - | -------------------- | --------------- | ---------- |
| 1 | Eric Leman           | Flandria-Mars   | 4h 57' 59" |
| 2 | Harry Steevens       | Goudsmit-Hoff   | m. t.      |
| 3 | Daniel Van Ryckeghem | Sonolor-Lejeune | m. t.      |
| 4 | Jan Janssen          | Bic             | m. t.      |
| 5 | René Pijnen          | Bic             | m. t.      |

### 5.ª etapa
15-03-1971. Bollène-Saint-Rémy-de-Provence, 139 km.
|   | Ciclista             | Equipo          | Tiempo     |
| - | -------------------- | --------------- | ---------- |
| 1 | Gerard Vianen        | Fagor-Mercier   | 3h 21' 41" |
| 2 | Leo Duyndam          | Goudsmit-Hoff   | + 3"       |
| 3 | Daniel Van Ryckeghem | Sonolor-Lejeune | + 4"       |
| 4 | Jacky Mourioux       | Fagor-Mercier   | m. t.      |
| 5 | Leif Mortensen       | Bic             | m. t.      |

### 6.ª etapa
16-03-1971. Saint-Rémy-de-Provence-Draguignan, 186,5 km.
|   | Ciclista         | Equipo              | Tiempo     |
| - | ---------------- | ------------------- | ---------- |
| 1 | Ronald de Witte  | Peugeot-BP-Michelin | 4h 40' 11" |
| 2 | Derek Harrison   | TI-Carlton          | m. t.      |
| 3 | Eddy Merckx      | Molteni             | + 2' 05"   |
| 4 | Gösta Pettersson | Ferretti            | m. t.      |
| 5 | Barry Hoban      | Sonolor-Lejeune     | + 2' 18"   |

### 7.ª etapa,1.ersector
17-03-1971. Draguignan-Niza, 108 km.
|   | Ciclista        | Equipo          | Tiempo     |
| - | --------------- | --------------- | ---------- |
| 1 | Raymond Riotte  | Sonolor-Lejeune | 2h 46' 51" |
| 2 | Frans Mintjens  | Molteni         | m. t.      |
| 3 | Georges Chappe  | Fagor-Mercier   | m. t.      |
| 4 | Michel Périn    | Fagor-Mercier   | m. t.      |
| 5 | Gerben Karstens | Goudsmit-Hoff   | m. t.      |

### 7.ª etapa, 2.º sector
17-03-1971. Niza-Col d'Èze, 9.5 km. CRI
|   | Ciclista         | Equipo        | Tiempo  |
| - | ---------------- | ------------- | ------- |
| 1 | Eddy Merckx      | Molteni       | 20' 44" |
| 2 | Raymond Poulidor | Fagor-Mercier | + 7"    |
| 3 | Leif Mortensen   | Bic           | + 28"   |
| 4 | Désiré Letort    | Bic           | + 30"   |
| 5 | Gösta Pettersson | Ferretti      | + 33"   |

## Clasificaciones finales

### Clasificación general
| Pos. | Ciclista            | Equipo              | Tiempo      |
| ---- | ------------------- | ------------------- | ----------- |
|      | Eddy Merckx         | Molteni             | 30h 21' 38" |
| 2    | Gösta Pettersson    | Ferretti            | + 58"       |
| 3    | Luis Ocaña          | Bic                 | + 1' 09"    |
| 4    | Désiré Letort       | Bic                 | + 1' 13"    |
| 5    | Erik Pettersson     | Ferretti            | + 2' 36"    |
| 6    | Lucien Aimar        | Sonolor-Lejeune     | + 2' 41"    |
| 7    | Jos Deschoenmaecker | Molteni             | + 4' 12"    |
| 8    | Charles Rouxel      | Peugeot-BP-Michelin | + 4' 17"    |
| 9    | Fran Mintjens       | Molteni             | + 5' 59"    |
| 10   | Jacky Mourioux      | Fagor-Mercier       | + 6' 28"    |